# 비디오텍스

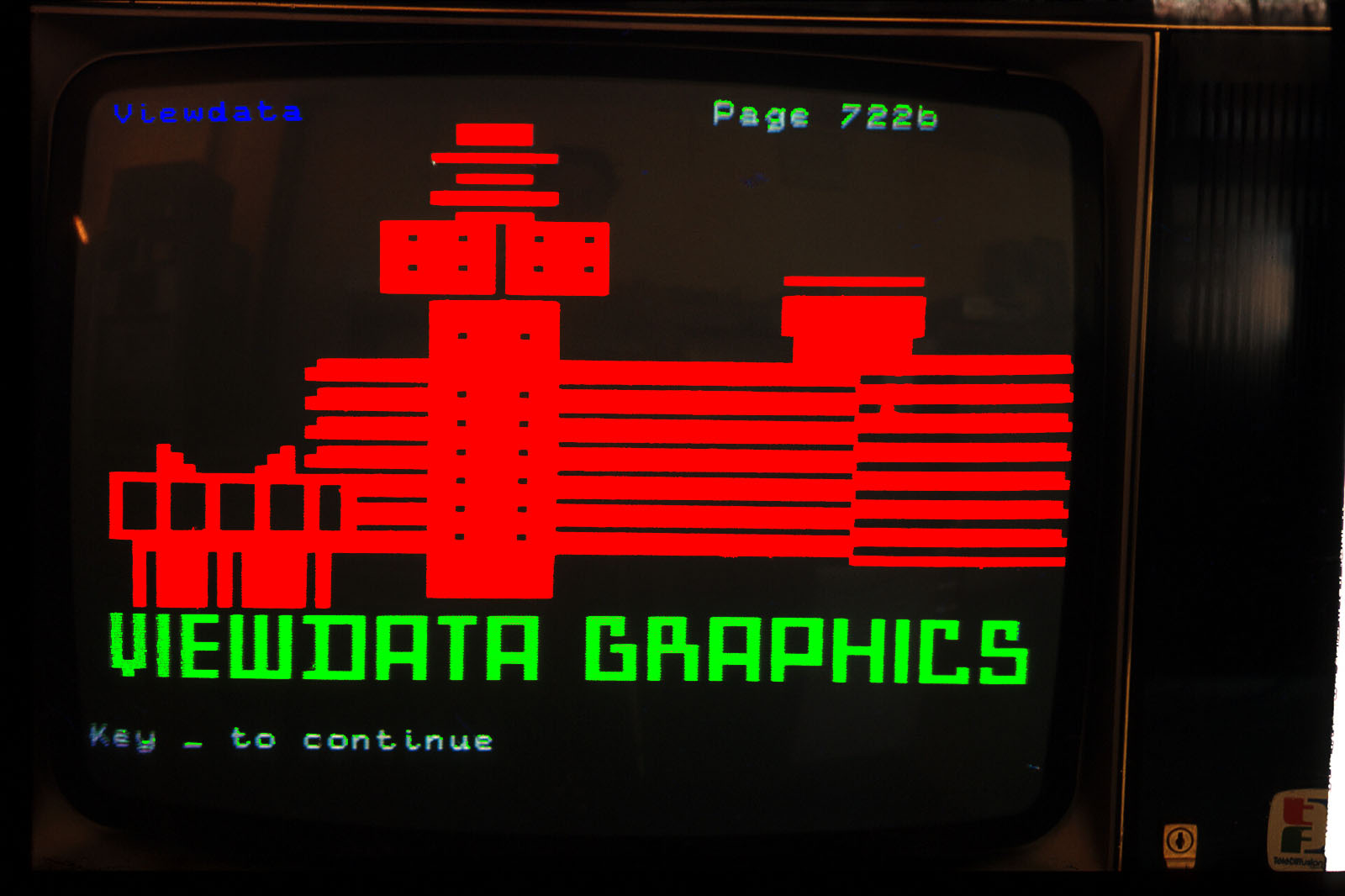
그래픽 기능을 보여주는 비디오텍스의 예

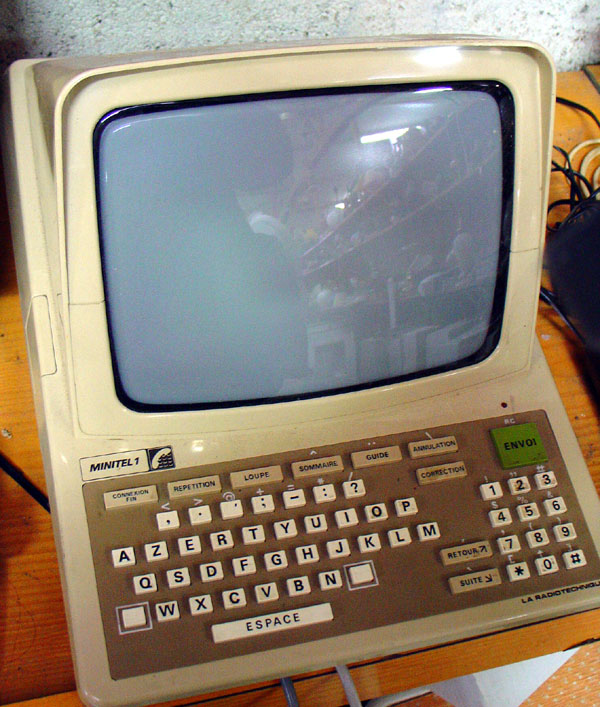
미니텔은 세계에서 가장 성공적인 비디오텍스 서비스로 간주된다. 미니텔 1 터미널은 미니텔로 연결하기 위해 사용된 초창기 장치이다.

비디오텍스(videotex, interactive videotex)는 최종 사용자 정보 시스템의 초기 구현체들 가운데 하나이다. 1970년대 말부터 2010년대 초까지 사용자에게 컴퓨터같은 형식으로 정보를 전달하기 위해 사용되었으며 보통 텔레비전이나 단순 단말기에 표시되었다.
엄밀히 말해 비디오텍스는 상호작용 콘텐츠를 제공하고 이를 텔레비전 등 비디오 모니터로 표시하고 모델을 사용하여 양방향으로 데이터를 전송하는 시스템을 말한다. 가까운 친척격 단어로 한 방향으로만 데이터를 전달하고 보통은 텔레비전 신호로 인코딩되는 텔레텍스트가 있다. 이러한 시스템들은 모두 뷰데이터(viewdata)로 부른다. 현대의 인터넷과 달리 전통적인 비디오텍스 서비스들은 상당히 중앙 집중식이다.
더 넓은 정의로서 비디오텍스는 인터넷, 게시판 시스템, 온라인 서비스 제공자를 포함한 서비스, 심지어는 공항의 출발/도착 디스플레이를 의미하기 위해 사용될 수 있다.
프랑스의 미니텔을 제외하고 비디오텍스는 대중 시장에 그다지 매혹적인 부분은 아니었다. 1980년대 말까지 몇몇의 틈새 부문의 분야로 필연적으로 국한되었다.

## 초기 개발 및 기술

### 영국
범용 목적의 비디오텍스 서비스의 첫 시도는 1960년대 말 영국에서 이루어졌다.

## 같이 보기
- 온라인 서비스 제공자